# The Big Trees
The Big Trees is een komediefilm uit 1952 met in de hoofdrol Kirk Douglas. De film bevindt zich in het publiek domein.

## Verhaal
In 1900 wil de Amerikaanse hardhoutmagnaat Jim Fallon (Douglas) koste wat kost het beste hardhout in de streek bezitten. Er is één probleem: het gebied is in bezit van een groep Quakers die het niet wil afstaan.

## Rolverdeling
| Acteur           | Personage        |
| ---------------- | ---------------- |
| Kirk Douglas     | Jim Fallon       |
| Eve Miller       | Alicia Chadwick  |
| Patrice Wymore   | Daisy Fisher     |
| Edgar Buchanan   | Yukon Burns      |
| John Archer      | LeCroix          |
| Alan Hale, Jr.   | Tiny             |
| Roy Roberts      | Crenshaw         |
| Charles Meredith | Elder Bixby      |
| Harry Cording    | Cleve Gregg      |
| Ellen Corby      | Blackburn        |
| Duke Watson      | Mr. Murdoch      |
| Lane Chandler    | Dorn             |
| Elizabeth Slifer | Wallace          |
| Lilian Bond      | meisje           |
| Michael McHale   | Mr Keller        |
| William Challee  | Brother Williams |